# Sam Bankman-Fried
Samuel Bankman-Fried (* 6. března 1992, Stanford, USA), známý i pod iniciálami SBF, je americký podvodník, podnikatel, investor, zakladatel a bývalý generální ředitel kryptoměnové burzy FTX, FTX.US a společnosti Alameda Research, přes kterou tajně obchodoval peníze klientů FTX do kryptoměn, kryptoměnových projektů a startupů. 
V březnu 2024 byl odsouzen k 25 letům vězení, když byl shledán vinným ze zpronevěry, kterou úřady označily za jeden z největších podvodů v americké historii. Podle prokuratury klienty, investory a věřitele připravil o více než 10 miliard dolarů.

## Život
Bankman-Fried se narodil v roce 1992 v kampusu Stanfordovy univerzity do židovské rodiny. Je synem Barbary Friedové a Josepha Bankmana, profesorů na Stanfordově právnické fakultě. Jeho bratr Gabriel Bankman-Fried je bývalý obchodník z Wall Street.
Bankman-Fried v letech 2010 až 2014 studoval na Massachusetts Institute of Technology. V roce 2014 absolvoval obor fyzika, jeho vedlejší specializací byla matematika.

## Podnikání, podvody a korupce
V listopadu 2017 Bankman-Fried založil firmu Alameda Research, která fungovala jako krypto Hedgeový fond. Využíval toho, že cena bitcoinu je na různých světových burzách výrazně odlišná. Nakupoval ho tedy na jedné burze, prodával na jiné burze a vydělával na cenovém rozdílu. Nejlépe se obchodu dařilo v Jižní Koreji, kde byla cena bitcoinu vyšší než jinde. V dubnu 2019 založil Bankman-Fried FTX, burzu s deriváty kryptoměn.
Samotná nelegální a nezměrně riziková činnost FTX a Alameda research spočívala v tajném využívání prostředků uživatelů FTX k jejich převodu do Alameda research, kde byly využívány k velmi rizikovým investicím, ale také z nich byly placeny politické dary (jak pro americké Republikány, tak pro Demokraty) či z nich byl financován drahý životní styl jednotlivých aktérů (tedy především samotného Bankman-Frieda). Z těchto důvodů tak ve chvíli, kdy se burza FTX začala hroutit a uživatelé se pokusili vybrat svoje prostředky, jednoduše nebylo co vybírat. Bankman-Fried byl významným sponzorem Demokratické strany. Byl druhým největším individuálním dárcem Joea Bidena v prezidentských volbách v roce 2020, daroval mu 5,2 milionu dolarů. Během voleb v USA v roce 2022 věnoval 40 milionů dolarů většinou demokratickým kandidátům.
V listopadu 2022 generální ředitel Binance Changpeng Zhao oznámil, že společnost prodá tokeny FTX FTT v hodnotě přibližně 529 milionů dolarů. Tento krok výrazně snížil hodnotu FTT tokenů. Binance poté zvažoval akvizici FTX. Po hloubkové kontrole firmy a pod vlivem zpráv o špatném nakládání s prostředky zákazníků i o vyšetřování FTX ze strany amerických agentur ale nakonec od tohoto záměru upustil.
Dne 11. listopadu 2022 Bankman-Fried odstoupil z funkce generálního ředitele FTX. Následně  došlo k pádu burzy FTX, což vedlo ke kolapsu její nativní kryptoměny FTT.
Čisté jmění Bankmana-Frieda dosáhlo nejvyšší hodnoty 26 miliard dolarů. V říjnu 2022 bylo odhadováno na 10,5 miliardy dolarů. Dne 8. listopadu 2022 podle odhadu kleslo za jediný den o 94 % na 991,5 milionu dolarů. K 11. listopadu 2022 podle Bloomberg Billionaires Index Bankman-Fried již žádný majetek neměl.

### Trestní stíhání
Za své činy v rámci FTX byl obviněn z několika bodů podvodu a spiknutí za účelem podvodu, nicméně po jeho vydání z Baham do USA byl stíhán na svobodě po zaplacení kauce ve výši 250 milionů USD.
11. srpna 2023 na něj byla uvalena vazba (a zrušeno propuštění na kauci) za ovlivňování svědků a předávání informací o svých spolupracovnících (či spolupachatelích) médiím, což si soud a žalobce vyložili jako snahu na ně shodit vinu či je dehonestovat.
2. listopadu 2023 jej porota shledala vinným ve všech bodech obžaloby (šest bodů podvodu a jeden bod praní špinavých peněz) s maximální trestní sazbou 110 let odnětí svobody. Trest měl být vynesen na jaře roku 2024. Druhý soudní proces za další podvody a úplatky politických činitelů proběhne ve stejné době.
28. března 2024 byl odsouzen k 25 letům vězení. Proti rozsudku podal odvolání . Jeho bývalá přítelkyně Caroline Ellison, která proti němu svědčila, byla v září 2024 za svědectví proti němu odsouzena „pouze“ ke dvěma letům vězení.

## Osobní život
Partnerkou Bankmana-Frieda byla podle bývalých zaměstnanců Caroline Ellison, generální ředitelka společnosti Alameda Research. Bankman-Fried je vegan.